# 大灣 (阿拉巴馬州)
大灣（英語：Grand Bay）是一個位於美國阿拉巴馬州莫比爾縣的非建制地區和人口普查指定地區。根據2010年美國人口普查，該地人口為3672人，而該地的面積約為22.53平方千米。

## 地理
大灣的座標為30°28′26″N 88°20′30″W / 30.47389°N 88.34167°W，而該地最高點為海拔高度25米（即82英尺）。